# Sub Dub Micromachine
Sub Dub Micromachine est un groupe de metal industriel allemand, originaire de Berlin. Débutant comme groupe de post-punk à partir de 1997, sous le nom de Halmakenreuther, le groupe se reforme sous le nom actuel en 2000.

## Biographie
Le groupe est formé en 1997 sous le nom de Halmakenreuther. En 2000, il se compose de Kirk de Burgh (Knorkator), H-Beta (B. Crown) et de Marcello Goldhofer (Die Skeptiker) et devient Sub Dub Micromachine. Le nom fictif de Kirk DeBurgh est visiblement inspiré par le personnage de James T. Kirk de Star Trek, et du chanteur irlandais Chris de Burgh.
Le groupe se popularise grâce à plusieurs chaînes de radio sur Internet comme ChroniX Aggression qui jouent fréquemment leurs chansons. En 2002 sort leur premier album, Rabautz!,. En 2008, le groupe publie son deuxième album Auferstanden! au label Black Cookie. En 2013, le groupe annonce sur sa page Facebook être en train de travailler sur un troisième album.

## Style musical
Le groupe en tant que tel est largement influencé par des groupes comme Korn ou Fear Factory en pratiquant un style qui utilise aussi des instruments électroniques et qui varie au niveau du chant entre des growls s'approchant du death metal, un chant mélodique s'approchant du rock 'n' roll ou même de la country sinistre et un chant parlé s'approchant du rap ou nu metal. Les chansons du groupe sont principalement en anglais, mais il y a aussi quelques exceptions allemandes traitant des sujets divers et souvent provocants. Bien que l'apparence du groupe ressemble plus au style gothique ou EBM, leurs spectacles sont plutôt inspirés de Rammstein en utilisant des projeteurs de films, des lasers, des masques ou des éléments pyrotechniques. Ce genre de spectacle s'appelle l'apparence 'Cyber Warrior. Par contre, ces concerts remarquables sont assez rares, vu que le groupe ne donne des concerts et ne publie des CD que très irrégulièrement et n'est resté connu que dans le underground du genre, malgré deux albums et plusieurs clips vidéo professionnels.

## Membres
- Kirk DeBurgh - chant, guitare
- H-Beta - basse
- Marcello Goldhofer - batterie, percussions

## Discographie
- 2002 : Rabautz!

1. Brake The Rules
2. Bullshit
3. Eternal Fight
4. Jahrhundertstaender
5. Last Resort
6. Legoland Brennt
7. Looza
8. No Return
9. Recognize Yourself
10. Renegades
11. So Far
12. Wake Up
13. Xavy Metal

- 2008 : Auferstanden!

1. Power's Cummin' Home
2. Dont bring Me Down
3. Road To Nowhere
4. Naked
5. Fly
6. Pump Up The Blast
7. No Time
8. Slave of My Mind
9. Bomb TV Down
10. Truth Is A Lie
11. Grobschlaechter